# Gare de Villiers-sur-Marne - Le Plessis-Trévise
Gare de Villiers-sur-Marne - Le Plessis-Trévise vasútállomás és RER állomás Franciaországban, Villiers-sur-Marne településen.

## Vasútvonalak
Az állomást az alábbi vasútvonalak érintik:
- Párizs–Mulhouse-vasútvonal

## Kapcsolódó állomások
A vasútállomáshoz az alábbi állomások vannak a legközelebb:
- Gare des Boullereaux - Champigny (Nanterre – La Folie, RER E)
- Gare des Yvris - Noisy-le-Grand (Gare de Tournan, RER E)

## Lásd még
- Franciaország vasútállomásainak listája
- A RER állomásainak listája